# Antoon van Dyck
Antoon van Dyck hay Anthony van Dyck, sinh ngày 22 tháng 3 năm 1599 Antwerpen, Bỉ và mất ngày 9 tháng 12 năm 1641 tại Luân Đôn, Vương quốc Liên hiệp Anh và Bắc Ireland. Ông là một người họa sĩ người Hà Lan tài ba ở thời kì Baroque.

## Sự nghiệp
Van Dyck trở thành họa sĩ của triều đình Anh và nổi tiếng với những bức chân dung vua Charles cùng hoàng gia. Phong cách của ông đã làm ảnh hưởng đến nhũng người họa sĩ vẽ chân dung người Anh vào những thế hệ tiếp theo. Bên cạch đó Anthony Van Dyck còn chú tâm tới các đề tài kinh thánh và thần thoại.Ông nổi tiếng nhờ những tác phẩm như:Charles at the hunt,Charles I in Three Positions,Equestrian Portrait of Charles I,Cupid and Psyche,.. và nhiều tác phẩm khác.